# Caroline De Bock
 (novembre 2019).
Si vous disposez d'ouvrages ou d'articles de référence ou si vous connaissez des sites web de qualité traitant du thème abordé ici, merci de compléter l'article en donnant les références utiles à sa vérifiabilité et en les liant à la section « Notes et références ».
Caroline De Bock, née le 4 octobre 1992, est une femme politique belge du Parti du travail de Belgique. Elle est la fille de l'animatrice de la RTBF Alexandra Vassen. 

## Biographie
Caroline De Bock fait ses études supérieures à l'Université Libre de Bruxelles, où elle obtient un master en études de genre. 
Elle rejoint pendant ses études COMAC, le mouvement étudiant du PTB, dont elle devient la présidente de la section bruxelloise durant 6 ans, soit l'un des plus longs mandats jusqu'alors. Avec COMAC, elle participe notamment à l'occupation du campus universitaire de la Plaine afin de s'opposer à la vente de zones vertes à des promoteurs privés. 
Elle revendique militer pour une révolution climatique sociale. 
Elle est élue conseillère communales d'Ixelles aux élections communales du 14 octobre 2018.
Elle est élue députée bruxelloise aux élections régionales du 26 mai 2019.